# Kegelkarst

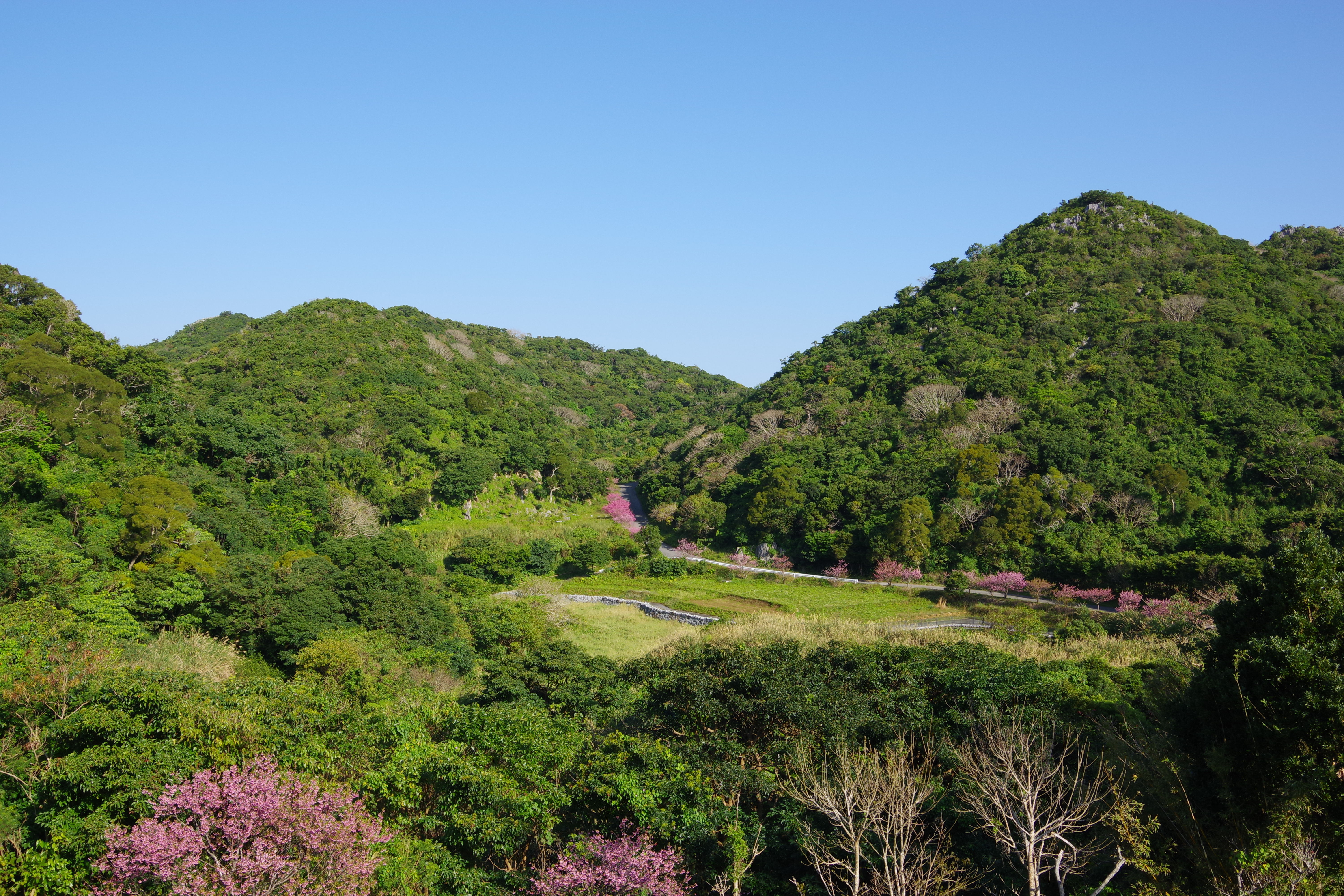
Kegelkarst

Kegelkarst is een geologisch landschap dat ontstaat als gevolg van de oplossing van kalksteen door regenwater dat koolstofdioxide bevat. Kalksteen is een sedimentair gesteente dat voornamelijk bestaat uit calciumcarbonaat (CaCO3).
In een gebied waar kalksteen aanwezig is en waar voldoende neerslag valt, komt er regenwater in contact met het gesteente. Het regenwater bevat opgeloste kooldioxide en vormt hierdoor een koolzuur dat het kalksteen oplost. Dit zorgt voor de vorming van holten en grotten in het gesteente.
In gebieden waar de kalksteenlaag op een bepaalde hoogte ligt, en daaronder een niet-oplosbaar gesteente (zoals klei of zand) is, kan het water in de holten niet verder de diepte in stromen. Het water verzamelt zich dan boven de kalksteenlaag en sijpelt uiteindelijk naar buiten via zwakke plekken in het gesteente. 
Als gevolg hiervan worden er kegelvormige heuvels gevormd op het kalksteenoppervlak. Dit zijn de zogenaamde kegelkarsten. De kegels kunnen verschillende hoogten en breedten hebben, afhankelijk van de hoeveelheid water die door het gesteente stroomt en de tijd die het kost om de kalksteen te laten oplossen.
Kegelkarst is te vinden in verschillende delen van de wereld, zoals in China, Vietnam en Slovenië, en staat bekend om zijn unieke landvormen. Veel van deze gebieden zijn van groot belang voor het milieu en voor wetenschappelijke studies, omdat ze een belangrijk ecosysteem vormen en unieke geologische kenmerken hebben.